# Дария Симеонова
Дария Симеонова е българска актриса.

## Биография
Родена е през 1989 г. в София.
През 2007 завършва СХУПИ „Св. Лука“ със специалност „детски играчки“, а през 2011 г. завършва НАТФИЗ „Кръстьо Сарафов“ в класа на проф. д-р Атанас Атанасов, специалност актьорство за драматичен театър.
От февруари 2012 г. е част от трупата на театър „София“. Участва и в редица постановки в ТР „Сфумато“.
Участва във филмите „Островът“, „11 А“, „Лошо момиче“, „Смъртоносна надпревара 4: Отвъд анархията“ и др.
На телевизионния екран се появява първо в ролята на Ася в сериала на БНТ „Под прикритие“. За сега най-голямата ѝ роля в телевизионен проект е тази на Наталия Павлова в сериала „Откраднат живот“ по Нова ТВ.
Озвучава Крис Рамирес в компютърно анимирания филм „Колите 3“ на Дисни и Пиксар, записан в „Доли Медия Студио“. Това е единствената й изява в дублажа.
През септември 2022 година са премиерите на Блок (филм) на Тодор Мацанов и „Майка“ на Зорница София, българското предложение за „Оскар“.

## Номинации и награди
- Награда „Златна Роза“ за главна женска роля в „Майка“, 2022 г.[3][4]
- Номинация „Икар“ за главна женска роля за Камий в „Презрението“ по филма на Годар, режисьор Крис Шарков; ТР „Сфумато“
- Номинация „Икар“ за поддържаща женска роля за Хор в „Антигона“ от Жан Ануи, режисьор Иван Добчев, Театър „София“
- Номинация „Аскеер“ за изгряваща звезда за ролята на Хор в „Антигона“ от Жан Ануи, режисьор Иван Добчев, Театър „София“